# Ocalemia carpo
Ocalemia carpo är en skalbaggsart som beskrevs av Maurice Pic 1903. Ocalemia carpo ingår i släktet Ocalemia och familjen långhorningar. Inga underarter finns listade i Catalogue of Life.